# Ypsilocucumis asperrima
Ypsilocucumis asperrima is een zeekomkommer uit de familie Ypsilothuriidae.
De wetenschappelijke naam van de soort werd in 1886 als Echinocucumis asperrima gepubliceerd door Johan Hjalmar Théel.